# Babki Oleckie
Babki Oleckie (deutsch Babken [Kirchspiel Marggrabowa], 1938–1945 Legenquell) ist ein Dorf in der polnischen Woiwodschaft Ermland-Masuren. Es gehört zur Stadt-und-Land-Gemeinde Olecko (Marggrabowa) im Powiat Olecki (Kreis Oletzko).

## Geographische Lage
Babki Oleckie liegt nördlich der Stadt Olecko im Osten der Woiwodschaft Ermland-Masuren am Westufer des Flüsschens Lega (Oleg).

## Geschichte
Das kleine ursprünglich Zerwonnen genannte Dorf wurde 1562 gegründet. In den folgenden Jahrhunderten erhielt es Namensformen wie Bapken (vor 1785), Babcken (nach 1785), Babken, Kirchspiel Marggrabowa (bis 1928, zur Unterscheidung von dem im gleichen Kreis liegenden Babken, Kirchspiel Gonsken, polnisch: Babki Gąseckie) bzw. Babken, Kirchspiel Treuburg (bis 1938). 
Im Jahr 1874 kam das Dorf in den neu errichteten Amtsbezirk Seedranken, der bis 1945 bestand und zum Kreis Oletzko, ab 1939 Landkreis Treuburg im Regierungsbezirk Gumbinnen der preußischen Provinz Ostpreußen gehörte.
Im Jahr 1910 zählte Babken 337 Einwohner. Nachdem am 30. September 1928 der Gutsbezirk Stobbenorth (polnisch: Pieńki) eingemeindet worden war, stieg die Einwohnerzahl bis 1933 auf 399 und belief sich 1939 noch auf 386.
Aufgrund der Bestimmungen des Versailler Vertrags stimmte die Bevölkerung im Abstimmungsgebiet Allenstein, zu dem Babken gehörte, am 11. Juli 1920 über die weitere staatliche Zugehörigkeit zu Ostpreußen (und damit zu Deutschland) oder den Anschluss an Polen ab. In Babken stimmten 247 Einwohner für den Verbleib bei Ostpreußen, auf Polen entfiel keine Stimme.
Am 3. Juni 1938 wurde Babken in „Legenquell“ umbenannt. Ausschlaggebend dafür war die politisch-ideologische Meinung, fremdländisch klingende Ortsnamen ausmerzen zu müssen. Nur sieben Jahre später, als das Dorf in Kriegsfolge mit dem südlichen Ostpreußen zu Polen kam, wurde der Name wieder geändert: in die polnische Bezeichnung „Babki Oleckie“. Das Dorf ist heute Sitz eines Schulzenamtes (sołectwo) und somit ein Ortsteil der Stadt-und-Land-Gemeinde Olecko im Powiat Olecki, bis 1998 zur Woiwodschaft Suwałki, seither zur Woiwodschaft Ermland-Masuren gehörig.

## Religionen
Aufgrund seiner überwiegend evangelischen Bevölkerung war Babken bis 1945 in das Kirchspiel der Kirche in Marggrabowa (auch: Oletzko, 1928–1945 Treuburg, polnisch Olecko) eingepfarrt. Sie war Teil des Kirchenkreis Oletzko/Treuburg innerhalb der Kirchenprovinz Ostpreußen der Evangelischen Kirche der Altpreußischen Union. Die nur noch wenigen evangelischen Kirchenglieder in Babki Oleckie sind heute nach Ełk (Lyck) orientiert, dessen Kirchengemeinde eine Filialgemeinde der Pfarrei Pisz (Johannisburg) in der Diözese Masuren der Evangelisch-Augsburgischen Kirche in Polen ist.
Die heute mehrheitlich katholischen Kirchenglieder Babki Oleckies sind heute der Pfarrkirche in Judziki (Judzicken, 1929–1945 Wiesenhöhe) in einem der  beiden Dekanate Olecko im Bistum Ełk der Katholischen Kirche in Polen zugehörig.

## Verkehr
Babki Oleckie liegt an einer Nebenstraße, die von Sedranki (Seedranken) an der polnischen Landesstraße DK 65 (einstige deutsche Reichsstraße 132) über Lenarty (Lehnarten) nach Mieruniszki (Mierunsken) in der Woiwodschaft Podlachien führt.
Die nächste Bahnstation war bis 2012 Olecko an der Bahnstrecke Ełk–Tschernjachowsk, die jedoch 1999 geschlossen, dann noch einmal zwischen 2005 und 2012 geöffnet, nun aber endgültig für den Personenverkehr stillgelegt wurde. Vor 1945 bestand außerdem Anschluss an die Bahnstation Dombrowsken (Dąbrowskie) an der dann geschlossenen Bahnstrecke von Marggrabowa/Treuburg nach Garbassen (Garbas Drugi) der Treuburger Kleinbahnen (Olecka Kolej Wąskotorowa).